# Place du Lieutenant-Henri-Karcher
La place du Lieutenant-Henri-Karcher est une voie publique créée en 2000 dans le quartier des Halles, dans le 1er arrondissement de Paris.

## Situation et accès

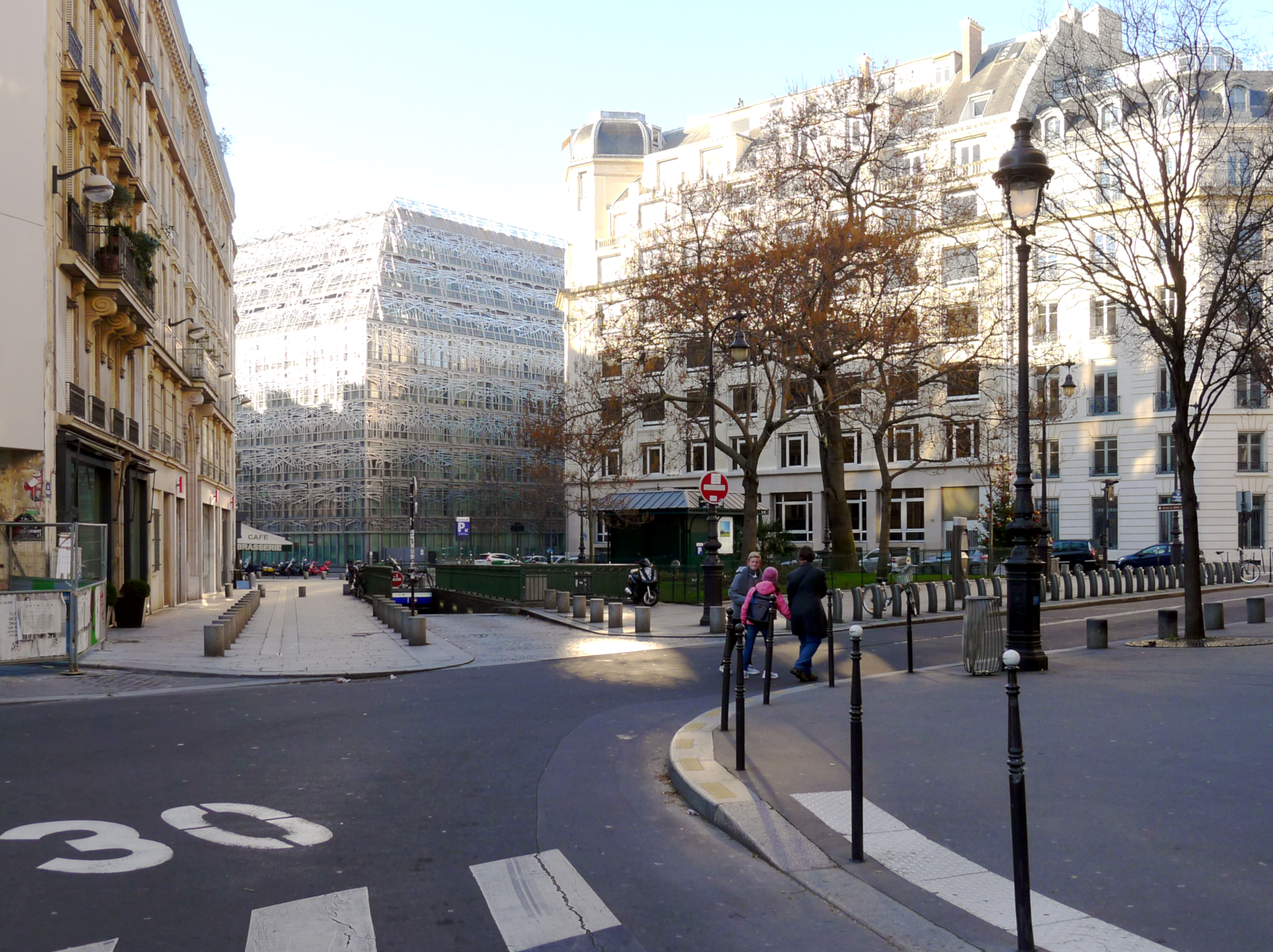
Autre vue de la place depuis la rue du Bouloi.

La place du Lieutenant-Henri-Karcher occupe un espace triangulaire délimité par les rues du Colonel-Driant, du Bouloi et Croix-des-Petits-Champs. 
Elle est desservie à proximité par les lignes 1 et 7 à la station Palais Royal - Musée du Louvre.

## Origine du nom
Le nom attribuée à cette place en 2000 rend hommage au combattant de la France libre et chirurgien, Henri Karcher (1908-1983), qui prit, au moment de la libération de Paris, le quartier général militaire allemand qui était établi à l'hôtel Meurice, rue de Rivoli.

## Historique
L'ancienne croix de carrefour connue sous le nom de « croix des Petits-Champs » (XVe siècle) se trouvait à la pointe sud de la place, au débouché de la rue du Bouloi sur l'ancienne « rue des Petits-Champs ». Tracée et nommée notamment sur le plan de Gomboust (1652), elle a donné son nom à l'actuelle rue Croix-des-Petits-Champs.
Dans les années 1790, la rue Montesquieu est percée entre cette place et le Palais-Royal. La galerie Véro-Dodat est ouverte en 1826 entre cette place et la rue de Grenelle-Saint-Honoré (actuelle rue Jean-Jacques-Rousseau).
Au début du XXe siècle, les immeubles de la pointe sud de l'îlot compris entre la rue Croix-des-Petits-Champs et la rue du Bouloi sont détruits afin de percer la rue du Colonel-Driant. La rue Croix-des-Petits-Champs est également élargie vers l'Ouest (l'îlot de la collégiale Saint-Honoré disparait alors). La place est créée dans ce cadre mais ne reçoit pas de nom.
Ce n'est qu'en 2000 que l'espace central compris entre les voies précitées prend son nom actuel.

La croix des Petits-Champs sur le territoire dépendant de la collégiale Saint-Honoré en 1640.

## Bâtiments remarquables et lieux de mémoire
- Le côté nord-ouest de la place donne sur le siège de la Banque de France.

## Pour approfondir